# Теренус
Теренус (порт. Terenos) — муниципалитет в Бразилии, входит в штат Мату-Гросу-ду-Сул. Составная часть мезорегиона Северо-центральная часть штата Мату-Гроссу-ду-Сул. Входит в экономико-статистический  микрорегион Кампу-Гранди. Население составляет 12 892 человека на 2006 год. Занимает площадь 2841,240 км². Плотность населения — 4,5 чел./км².

## История
Город основан 8 мая 1924 года. 

## Статистика
- Валовой внутренний продукт на 2003 год составляет 217 077 586,00 реалов (данные: Бразильский институт географии и статистики).
- Валовой внутренний продукт на душу населения на 2003 год составляет 17 608,50 реалов (данные: Бразильский институт географии и статистики).
- Индекс развития человеческого потенциала на 2000 год составляет 0,731 (данные: Программа развития ООН).